# Typhon Sudal
Le typhon Sudal (désignation internationale : 0401, la désignation JTWC : 03W, la désignation PAGASA : Cosme) est un violent cyclone tropical qui a frappé les îles Yap, l'île de Guam, l'île de Rota et l'île d'Iwo Jima.

## Impact
Le 7 avril 2004, le typhon Sudal passe à 65 km au sud-sud-est de Fais avec une vitesse maximale des vents de 177 km/h. Il a provoqué d'importants dégâts similaires à ceux du passage de Lupit. Il s'y est ajouté une crise économique pendant quatre mois du fait de la panne du cargo transportant des biens de secours, les magasins ayant souffert de pénuries de stocks. Le prix du riz a ainsi triplé et les habitants ont dû leur subsistance à la nourriture traditionnelle (tubercules, poissons du lagon, jus d'agrumes, extraits d'agrumes, etc.). En 2010, une enquête révèle que les modifications environnementales liées aux changements climatiques sont une préoccupation pour les habitants même si elle est moindre que sur d'autres îles moins élevées. Quelques jours après le passage du typhon, un petit avion civil a été envoyé sur Fais par l'Agence fédérale des situations d'urgence des États-Unis pour apporter quelques secours.